# 同家梁街道
同家梁街道，是中华人民共和国山西省大同市云冈区下辖的一个乡镇级行政单位。2021年3月，撒销同家梁街道，其行政区域为玉龙街道的行政区域。

## 行政区划
同家梁街道下辖以下地区：
菜园街社区、同中街社区、道南街社区和道北街社区。